# Sybase
Sybase – założone w 1984 w Berkeley przedsiębiorstwo produkujące systemy bazodanowe, narzędzia do modelowania i budowania systemów, rozwiązania mobilne. W 2010 zostało przejęte przez SAP, które w 2014 zrezygnowało z używania nazwy Sybase.
Produkty Sybase to serwery baz danych, hurtownie danych, systemy wspomagania decyzji, rozwiązania przenośne i wbudowane oraz narzędzia do tworzenia aplikacji klient-serwer, wielowarstwowych, internetowych i intranetowych.
Wśród produktów: Sybase IQ, Adaptive Server Enterprise, Adaptive Server Anywhere, PowerDesigner, PowerBuilder, Afaria, OneBridge, Avaki, Replication Server, Mirror Activator, WorkSpace, Enterprise Apllication Server.
W Polsce Sybase działało od 1997 roku, siedziba przedsiębiorstwa znajdowała się w Warszawie.